# Торелла-дель-Санніо
Торелла-дель-Санніо (Торелла-дель-Санньйо, італ. Torella del Sannio) — муніципалітет в Італії, у регіоні Молізе,  провінція Кампобассо.
Торелла-дель-Санніо розташована на відстані близько 175 км на схід від Рима, 15 км на північний захід від Кампобассо.
Населення — 796 осіб (2014).

## Демографія
Населення за роками:

Станом на 1 січня 2023 року в муніципалітеті офіційно проживало 19 іноземців з 5 країн, серед них 7 громадян країн Євросоюзу та 1 громадянин України.

## Сусідні муніципалітети
- Казальчипрано
- Кастропіньяно
- Дуронья
- Фоссальто
- Фрозолоне
- Молізе
- П'єтракупа